# Tabory (przystanek kolejowy)
Tabory (ros. Таборы) – przystanek kolejowy w pobliżu miejscowości Tabory, w rejonie kunjińskim, w obwodzie pskowskim, w Rosji. Położony jest na linii Moskwa - Siebież.